# 瑞穗銀行
瑞穗銀行（日语：／ mizuho ginkō */?）是日本的商業銀行（都市銀行）之一，為瑞穗金融集團成員，同时也是日本3大巨型銀行之一。瑞穗銀行是日本三大巨型銀行中，唯一在47都道府縣均設有分行的銀行。

## 簡介
瑞穗银行主要經營个人、中小企业和地方政府的银行业务。而大型企業、金融机构和海外业务原由同集团下的瑞穗实业银行（みずほコーポレート銀行）来担当，但兩者於2013年7月1日合併。

### 成立
瑞穗銀行誕生於2002年，由当時瑞穗金融集團的第一勸業銀行、富士銀行、日本興業銀行分割合併而成，在法律手續上是以第一勸業銀行作為企業主體，總部位于東京都千代田區内幸町的旧第一勸業銀行總部(现已搬迁至大手町)，行名取自「瑞穗」的平假名（Mizuho）。

### 偿还公共资金
2005年，瑞穗银行通过数年的努力，处理了许多九〇年代残留下来的不良债务，最终把将近2,800亿日元的公共资金归还给了政府财政部门，一时瑞穗的信用急长。同时在2006年7月4日，三菱UFJ金融集团也偿还了它们所有的政府救助金。
2006年11月8日，总公司瑞穗金融集团在纽约证券交易所上市，这也是日本银行自泡沫经济崩溃以来第一次在纽交所上市。

### 企业营运
瑞穗银行的主要客户为相对富裕的阶层，提供给他们相应的私人理财业务，特别是其下的瑞穗个人理财公司（2005年10月1日正式成立），专门为个人资产超过5亿日元的客户提供服务。

## 历史
- 2000年9月29日 - 第一劝业银行、富士银行和日本兴业银行通过股票转移的方法成立瑞穗持股（みずほホールディングス），並將這三家銀行納為子公司。
- 2002年4月1日 - 第一勸業銀行合併富士銀行與日本興業銀行的個人金融業務，並更名為株式會社瑞穗銀行。其中，日本興業銀行的個人金融業務在更名當日先移交予2002年1月8日成立的瑞穗统合准备银行（みずほ統合準備銀行），隨即於同日併入瑞穗銀行；日本興業銀行本身則將富士銀行併入，更名為瑞穗實業銀行。
- 2013年7月1日 - 瑞穗實業銀行吸收合併瑞穗銀行，但沿用瑞穗銀行的公司名稱。[1]